# Strada statale 561 Pergusina
La strada statale 561 Pergusina (SS 561) è una strada statale italiana che si sviluppa nella Provincia di Enna.

## Descrizione
Il percorso della strada statale 561 è stato rintracciato su quello di una precedente arteria viaria tra la contrada Sant'Anna e il Villaggio Pergusa, la quale era tortuosa e di modeste dimensioni. L'attuale strada statale ha un'importanza primaria nella mobilità interna della provincia. Consente infatti un collegamento tra Enna e la strada statale 117 bis Centrale Sicula per Piazza Armerina e Gela più veloce e breve del percorso della statale 117 bis stessa. Inoltre permette l'accesso alla zona residenziale e turistica del lago di Pergusa, con la riserva naturale e l'autodromo. La strada è di competenza dell'ANAS dal km 1+474.

### Tabella percorso
| Pergusina |                                              |      |           |
| Tipo      | Indicazione                                  | ↓km↓ | Provincia |
|           | Enna Bassa Centrale Sicula per Enna          | 0,0  | EN        |
|           | per C.da Risicallà                           | 4,7  | EN        |
|           | Pergusa Autodromo di Pergusa Lago di Pergusa | 5,3  | EN        |
|           | per Valguarnera Caropepe                     | 9,4  | EN        |
|           | Bivio Ramata Centrale Sicula                 | 10,5 | EN        |